# Jumpman Junior
Jumpman Junior est un jeu vidéo de plates-formes développé par Randy Glover et publié par Epyx en 1983 sur Atari 8-bit avant d'être porté sur Commodore 64 et ColecoVision. Il s'agit de la suite de Jumpman (1983) dans lequel le joueur tente de désamorcer les bombes disséminées par des terroristes dans une station spatiale de Jupiter. Le joueur incarne ici l'apprenti du héros du premier jeu et se voit confier une mission similaire. Il doit ainsi parcourir les douze niveaux d'une autre station spatiale afin de retrouver et de désamorcer des bombes. Il peut pour cela sauter grâce à un jet-pack, grimper des échelles et des cordes et emprunter des ascenseurs. 